# Bory-Sobieski
Bory-Sobieski (dawn. Bory-Szyb Sobieski) –  część miasta Jaworzna, położona w południowej części miasta w rejonie ulicy Przerwy-Tetmajera. Wchodzi w skład dzielnicy Jeleń. Znajdowały się tu przystanki osobowe Jaworzno Szyb Sobieski oraz Bory. Na północnym-zachodzie leży Zakład Górniczy Sobieski.

## Historia
Do 1954 roku Bory-Szyb Sobieski były przysiółkiem wsi Jeleń, od 1934 w gminie Jaworzno w powiecie chrzanowskim w województwie krakowskim. 6 października 1954 zostały odłączone od Jelenia i włączone do miasta Jaworzna. 30 czerwca 1960 część przysiółka Bory-Szyb Sobieski (218,07 ha) wyłączno z Jaworzna i włączono z powrotem do Jelenia, który od 1958 roku posiadał status osiedla.
1 stycznia 1973 Jeleń otrzymał prawa miejskie, przez co Bory-Sobieski stały się obszarem miejskm. 1 lutego 1977 miasto Jeleń zniesiono przez włączenie do Jaworzna, przez co Bory-Sobieski powróciły po 17 latach do Jaworzna.